# Carlo I di Münsterberg-Oels
Carlo I di Münsterberg-Oels, anche noto come Carlo I di Poděbrady ((CS)  Karel. z Minsterberka; (DE)  Karl I. von Münsterberg; Kladsko, 2 o 4 maggio 1476 – Frankenstein, 31 maggio 1536), era un membro del casato di Podiebrad. Fu duca di Münsterberg e duca di Oels nonché conte di Glatz. Dal 1519 al 1523 detenne l'incarico di bailivo dell'Alta Lusazia, nel 1523 fu creato obersthauptmann di Boemia e nel 1524 landeshauptmann di Slesia.

## Vita
Carlo era un nipote del re Giorgio di Boemia, i suoi genitori furono Enrico il Vecchio di Münsterberg e Ursula di Brandeburgo, figlia del margravio Alberto III Achille di Brandeburgo. Nel 1488 suo padre gli fece sposare Anna di Sagan (1480/83-1541), una figlia di Giovanni II il Pazzo, così come i suoi fratelli maggiori, Alberto I e Giorgio.
Dopo la morte del loro padre nel 1498, i tre fratelli Alberto, Giorgio e Carlo regnarono all'inizio congiuntamente, ma ognuno viveva alla sua corte: Alberto a Kłodzko, Giorgio a Oleśnica, e Carlo a Münsterberg. Nel 1530 sposto la sua residenza nel castello di recente costruzione di Frankenstein.
Poiché Charles intendeva trasferire la sua residenza a Frankenstein, promosse lo sviluppo della città. Al fine di favorire le persone che si stabiliscono in città, costruì nuove case in pietra, e c'erano le freihaus per i proprietari terrieri. Le mura della città furono ricostruite e fortificate e nel 1511 fu costruita una casa parrocchiale in pietra. Intorno allo stesso tempo Carlo iniziò la costruzione di un grande palazzo in sostituzione delle rovine del castello medievale di Frankenstein. I suoi successori continuarono a lavorare sul castello, ma non fu mai completato. Verso la metà del XVI secolo, il ducato era così pesantemente indebitato che talvolta dovette essere impegnato; l'alto costo del palazzo probabilmente contribuì a questo problema.
I suoi fratelli Giorgio ed Alberto morirono nel 1502 e nel 1511. Così Carlo ereditò il paese e regno da solo come duca di Münsterberg e Oels. Sebbene Carlo ed i fratelli avevano venduto la contea di Glatz nel 1501 al loro futuro cognato Ulrico di Hardegg, loro ed i loro discendenti continuarono ad usare il titolo di conti di Glatz, fino a che il casato di Münsterberg si estinse in linea maschile nel 1647.
Carlo prestò servizio presso i re boemi Ladislao II, Luigi e Ferdinando I in vari incarichi. Nel 1519 re Luigi lo nominò bailivo dell'Alta Lusazia. Detenne quella posizione fino alla morte del re nel 1526. Nel 1523 fu promosso capo capitano del regno di Boemia e fu uno degli alti nobili che amministrarono il paese quando il re era assente. Inoltre, Carlo fu creato anche landeshauptmann della Bassa Slesia nel 1524.
Dopo la morte di Re Luigi, Carlo fu una figura di spicco nell'organizzare l'elezione del prossimo re. Sostenne dal principio la candidatura di Ferdinando d'Asburgo e Ferdinando lo ricompensò dopo l'incoronazione nel 1527 con la conferma del suo grado di capitano in Boemia e gli assegnò l'impiego di oberlandeshauptmann in Slesia. L'esercizio di questi uffici fu sostenuto da un notevole onere finanziario per Carlo, quindi fu costretto a vendere parti dei suoi territori,
Sebbene Charles lesse gli scritti di Martin Lutero con un benevolo interesse, mantenne la sua fede cattolica durante la riforma protestante.
Morì nel 1536 e fu sepolto nella chiesa di Sant'Anna a Frankenstein, dove i suoi figli costruirono una lapide per lui e sua moglie (morta nel 1541)..

## Prole
1. Enrico (1497–1497)
2. Anna (1499–1504)
3. Caterina (1500–1507)
4. Margherita (1501–1551), sposò Jan Zajíc di Hasenburg
5. Gioacchino (1503–1562), vescovo di Brandeburgo
6. Cunegonda (1504–1532), sposò Cristoforo Černohorský di Boskovice
7. Ursula (1505–1539), sposò Girolamo di Bieberstein
8. Enrico II (1507–1548), duca di Münsterberg-Oels
9. Edvige (1508–1531), sposò nel 1525 il margravio Giorgio di Brandeburgo-Ansbach
10. Giovanni (1509–1565), duca di Münsterberg-Oels
11. Barbara (1511–1539), badessa a Strehlen (Strzelin) nei pressi di Oels
12. Giorgio II (1512–1553), sposò Elisabetta Kostka di Postupice

## Ascendenza
|                                               |                                              |                                     | Genitori                                   |  |  | Nonni |  |  | Bisnonni               |  |  | Trisnonni             |  |
|                                               |                                              |                                     |                                            |  |  |       |  |  | Vittorino di Poděbrady |  |  | Boček II di Poděbrady |  |
|                                               |                                              |                                     |                                            |  |  |       |  |  | Vittorino di Poděbrady |  |  | Boček II di Poděbrady |  |
|                                               |                                              | Anna di Berka-Duba-Lipa             |                                            |  |  |       |  |  | Vittorino di Poděbrady |  |  |                       |  |
| Giorgio, re di Boemia                         |                                              |                                     |                                            |  |  |       |  |  | Vittorino di Poděbrady |  |  |                       |  |
|                                               |                                              | Anna di Wartenberg                  | Giovanni di Wartenberg, burgravio di Glatz |  |  |       |  |  |                        |  |  |                       |  |
|                                               |                                              | Anna di Wartenberg                  | Giovanni di Wartenberg, burgravio di Glatz |  |  |       |  |  |                        |  |  |                       |  |
|                                               |                                              | Anna di Wartenberg                  | Giovanna di Wolharticz                     |  |  |       |  |  |                        |  |  |                       |  |
| Enrico I, duca di Münsterberg-Oels            |                                              | Anna di Wartenberg                  |                                            |  |  |       |  |  |                        |  |  |                       |  |
|                                               |                                              | Smil, signore di Sternberg          | Ulrico, signore di Sternberg               |  |  |       |  |  |                        |  |  |                       |  |
|                                               |                                              | Smil, signore di Sternberg          | Ulrico, signore di Sternberg               |  |  |       |  |  |                        |  |  |                       |  |
|                                               |                                              | Smil, signore di Sternberg          | Margherita Planská                         |  |  |       |  |  |                        |  |  |                       |  |
| Cunegonda di Sternberg                        |                                              | Smil, signore di Sternberg          |                                            |  |  |       |  |  |                        |  |  |                       |  |
|                                               |                                              | Barbara di Pardubic                 | Smil Flaška di Pardubice                   |  |  |       |  |  |                        |  |  |                       |  |
|                                               |                                              | Barbara di Pardubic                 | Smil Flaška di Pardubice                   |  |  |       |  |  |                        |  |  |                       |  |
|                                               |                                              | Barbara di Pardubic                 | Anna di Wartenberg                         |  |  |       |  |  |                        |  |  |                       |  |
| Carlo I, duca di Münsterberg-Oels             |                                              | Barbara di Pardubic                 |                                            |  |  |       |  |  |                        |  |  |                       |  |
|                                               | Federico I, principe elettore di Brandeburgo | Federico V, burgravio di Norimberga |                                            |  |  |       |  |  |                        |  |  |                       |  |
|                                               | Federico I, principe elettore di Brandeburgo | Federico V, burgravio di Norimberga |                                            |  |  |       |  |  |                        |  |  |                       |  |
|                                               | Federico I, principe elettore di Brandeburgo | Elisabetta di Meißen                |                                            |  |  |       |  |  |                        |  |  |                       |  |
| Alberto III, principe elettore di Brandeburgo | Federico I, principe elettore di Brandeburgo |                                     |                                            |  |  |       |  |  |                        |  |  |                       |  |
|                                               |                                              | Elisabetta di Baviera-Landshut      | Federico, duca di Baviera-Landshut         |  |  |       |  |  |                        |  |  |                       |  |
|                                               |                                              | Elisabetta di Baviera-Landshut      | Federico, duca di Baviera-Landshut         |  |  |       |  |  |                        |  |  |                       |  |
|                                               |                                              | Elisabetta di Baviera-Landshut      | Maddalena Visconti                         |  |  |       |  |  |                        |  |  |                       |  |
| Ursula di Brandeburgo                         |                                              | Elisabetta di Baviera-Landshut      |                                            |  |  |       |  |  |                        |  |  |                       |  |
|                                               |                                              | Giacomo I, margravio di Baden-Baden | Bernardo I, margravio di Baden             |  |  |       |  |  |                        |  |  |                       |  |
|                                               |                                              | Giacomo I, margravio di Baden-Baden | Bernardo I, margravio di Baden             |  |  |       |  |  |                        |  |  |                       |  |
|                                               |                                              | Giacomo I, margravio di Baden-Baden | Anna di Oettingen                          |  |  |       |  |  |                        |  |  |                       |  |
| Margherita di Baden-Baden                     |                                              | Giacomo I, margravio di Baden-Baden |                                            |  |  |       |  |  |                        |  |  |                       |  |
|                                               |                                              | Caterina di Lorena                  | Carlo II, duca di Lorena                   |  |  |       |  |  |                        |  |  |                       |  |
|                                               |                                              | Caterina di Lorena                  | Carlo II, duca di Lorena                   |  |  |       |  |  |                        |  |  |                       |  |
|                                               |                                              | Caterina di Lorena                  | Margherita del Palatinato                  |  |  |       |  |  |                        |  |  |                       |  |
|                                               |                                              | Caterina di Lorena                  |                                            |  |  |       |  |  |                        |  |  |                       |  |